# Jana Koncz
A Jana Koncz Koncz Zsuzsa első német nyelvű albuma, melyet Münchenben vettek fel, de egy NDK-beli sláger a "Jeder Taler hat immer zwei Zeiten" vált sikeressé, főleg a keleti országrészben. A hajdani NSZK-ban készült lemezeknél mindig probléma volt az énekesnő nevével, főleg a kettős mássalhangzók okoztak kiejtési nehézséget, ezért kellett a németesített albumcím.

## Dalok listája
A oldal
1. Immer die Anderen (J. South-K. Hertha) –  2:45
2. Blumen und Dankeschön (R. Bauer-K. Hertha) – 2:41
3. Baby love me (Négy szürke fal) (A. Bágya-Gy. G Dénes) - 2:38
4. Unser Roman (R. Bauer-M. Kunze) – 3:14
5. Ich halt zu ihm (J. DeShannon-M. Kunze) – 2:31
6. Sand in den Auge (C. Westlake-F. Gertz-K. Hertha) – 2:31

B oldal
1. Gionconda (H. Blum) – 2:57
2. Jeder Taler hat immer zwei Seiten (R. Werion-F. Gertz) – 2:49
3. Andy (W. Rödelberger-M. Kunze) – 2:55
4. Tausend Jahre (Végre, Végre) (R. Lovas-S.Halmágyi-K. Hertha)) – 4:00
5. Zwei die sich lieben (A. Horac-M. Kunze) – 3:10

## Közreműködők
- Illés-együttes

## Külső hivatkozások
- Információk Koncz Zsuzsa honlapján